# ペット新聞社
ペット新聞社（ペットしんぶんしゃ）はペット関連の出版社である。
特に鳥類およびウサギに関する飼育情報（躾や健康管理・日常的なケアなど）やペット用として流通している種類の情報を掲載したシリーズの書籍を発行している。

## 会社概要
- 所在地：東京都板橋区坂下1-18-7　102号

## 出版物
- 『手乗り鳥の本』
- 『うさぎの本』